# 内藤信良
内藤 信良（ないとう のぶよし）は、江戸時代前期の大名。陸奥国棚倉藩の第2代藩主。官位は従五位下・豊前守。

## 生涯
寛永2年（1625年）内藤信照の長男として江戸にて誕生した。寛永10年（1633年）に徳川家光に拝謁し、寛永18年（1641年）に従五位下・摂津守となった。寛文5年（1665年）に襲封し、豊前守に改める。寛文11年9月、弟・信全に新田5000石を分与し、このため棚倉藩の所領は4万5000石となった。
寛文13年（1673年）、嫡男の信貞が早世した。後嗣として再従弟の弌信を迎え、延宝2年（1674年）に家督を譲った。
元禄8年（1695年）棚倉において死去、享年71。葬地は棚倉町の光徳寺、のち小石川無量院（廃寺）に改葬されたと伝えられる（『寛政譜』新訂13巻201頁）。現在は村上市の光徳寺に墓所がある。
『棚倉町史 1』は棚倉藩内藤家を「浄土宗の熱狂的な帰依者」と推測し、また念仏講が盛んに行なわれたとしている。また「井上氏」の「検断日記」にこの行事に関する記事があるという（353から354頁）。

## 系譜
子女は『寛政重修諸家譜』は養子・養女を含め3男3女を記している（新訂1巻201から202頁）。
父母
- 内藤信照（父）
- 阿部正次の娘（母）

正室、継室
- 奥平忠昌の娘（正室）
- 松平直基の養女 ー 本多昌長の娘（継室）

子女
- 内藤信貞（長男）生母は継室
- 内藤信輝（三男）
- 岡部正敦室
- 内藤信朋[2]正室
- 娘

養子、養女
- 内藤弌信 ー 内藤信光の子
- 諏訪頼秋室 ー 堀通周の娘